# Ville hanséatique

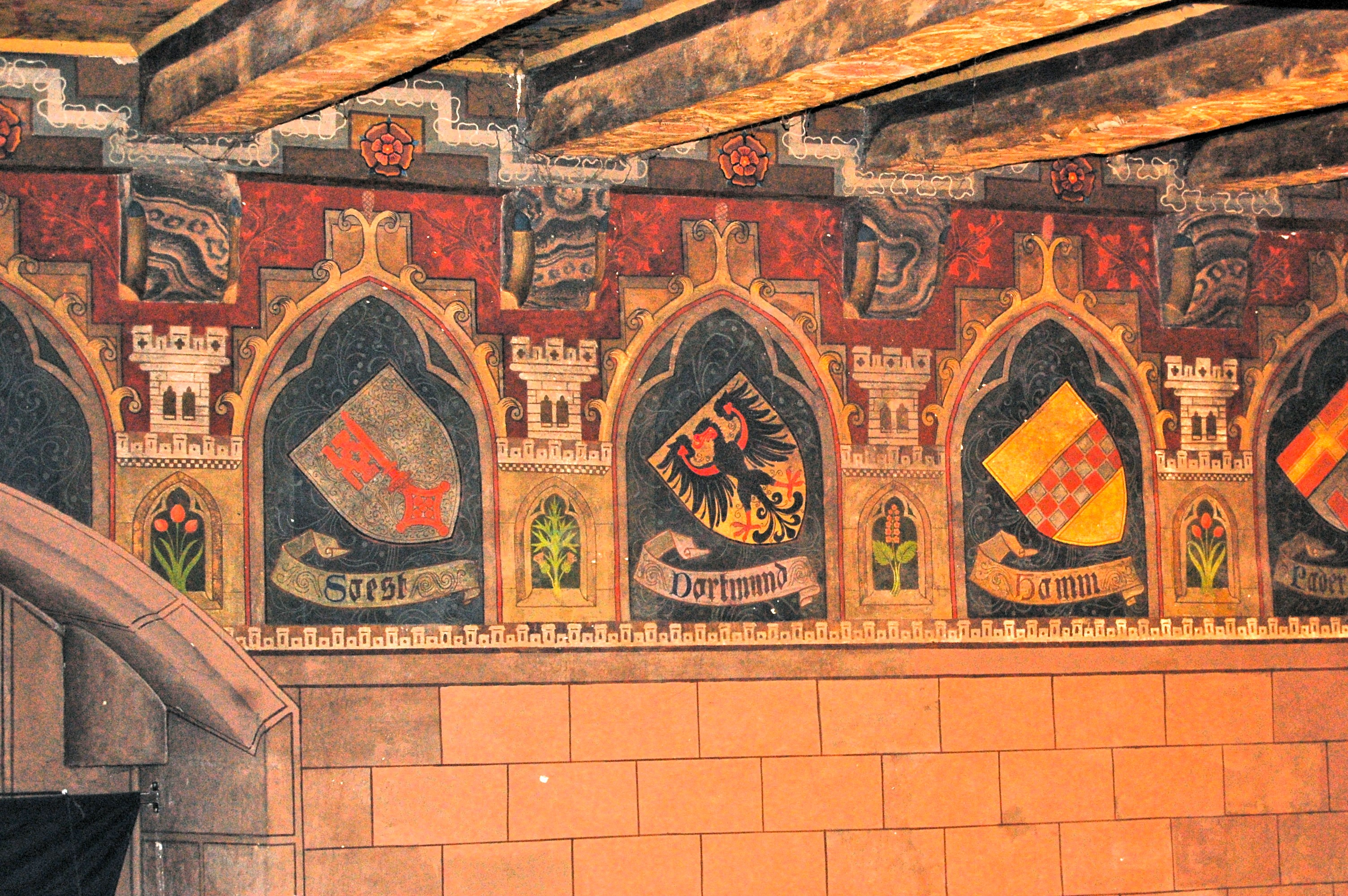
Fresque murale dans la mairie de Göttingen représentant les armoiries des villes hanséatiques (XIXe siècle).

Une ville hanséatique (en allemand : Hansestadt) est, en Europe du Nord, une ville qui, au Moyen Âge, a adhéré à la ligue marchande de la Hanse. Les liens entre ces villes de la Hanse étaient très souples et ne faisaient pas l'objet de traités. Il n'est donc pas aisé de définir quelles sont les villes qui, à une période ou une autre, appartiennent à la Hanse. La Hanse même n'a jamais publié de dénombrement des villes qui lui étaient rattachées. Elle a ainsi à titre d'exemple, refusé de fournir au roi d'Angleterre une liste détaillée, si tant est qu'une telle liste nominale ait jamais existé.
Beaucoup de petites villes de la Hanse dépendaient d'une ville voisine plus importante elle-même rattachée à la Hanse. Au total, 200 villes ont à une période ou une autre appartenu directement ou indirectement à la Hanse. Les adhésions, les départs, les fusions et les rivalités y étaient monnaie courante. Lors de la dernière Diète en 1669 à Lübeck, neuf villes sont représentées : Lübeck, Hambourg, Brême, Brunswick, Dantzig (aujourd'hui Gdańsk), Hildesheim, Cologne, Osnabrück et Rostock.
Lübeck, Hambourg et Brême sont, dès les Diètes de 1629 et 1641, chargées de préserver les intérêts de la Hanse ; en 1669, elles deviennent administratrices du patrimoine de la Hanse, y compris des comptoirs hanséatiques. Ces trois villes possédant le statut d'immédiateté impériale restent liées entre elles de façon contractuelle : elles partagent leurs représentations consulaires et décident ensemble de la vente du kontor de Londres en 1853. À côté du titre de « Ville libre » (Freie Stadt), elles gardent celui de « ville hanséatique » qui reste, depuis le début du XVIIIe siècle, la dénomination administrative de la ville et du Land. Ayant réussi à préserver leur indépendance jusqu'à l'avènement du Reich allemand, ces trois villes conservent, lors de l'introduction des plaques d'immatriculation, la lettre « H » pour « Hansestadt » avant la première lettre de leur nom : HL, HH, et HB.
Depuis la réunification allemande en 1990, d'autres villes ont ajouté ce titre à leur nom officiel. On en dénombre 22 en 2016.
Les couleurs des villes de la Hanse sont le blanc et le rouge.

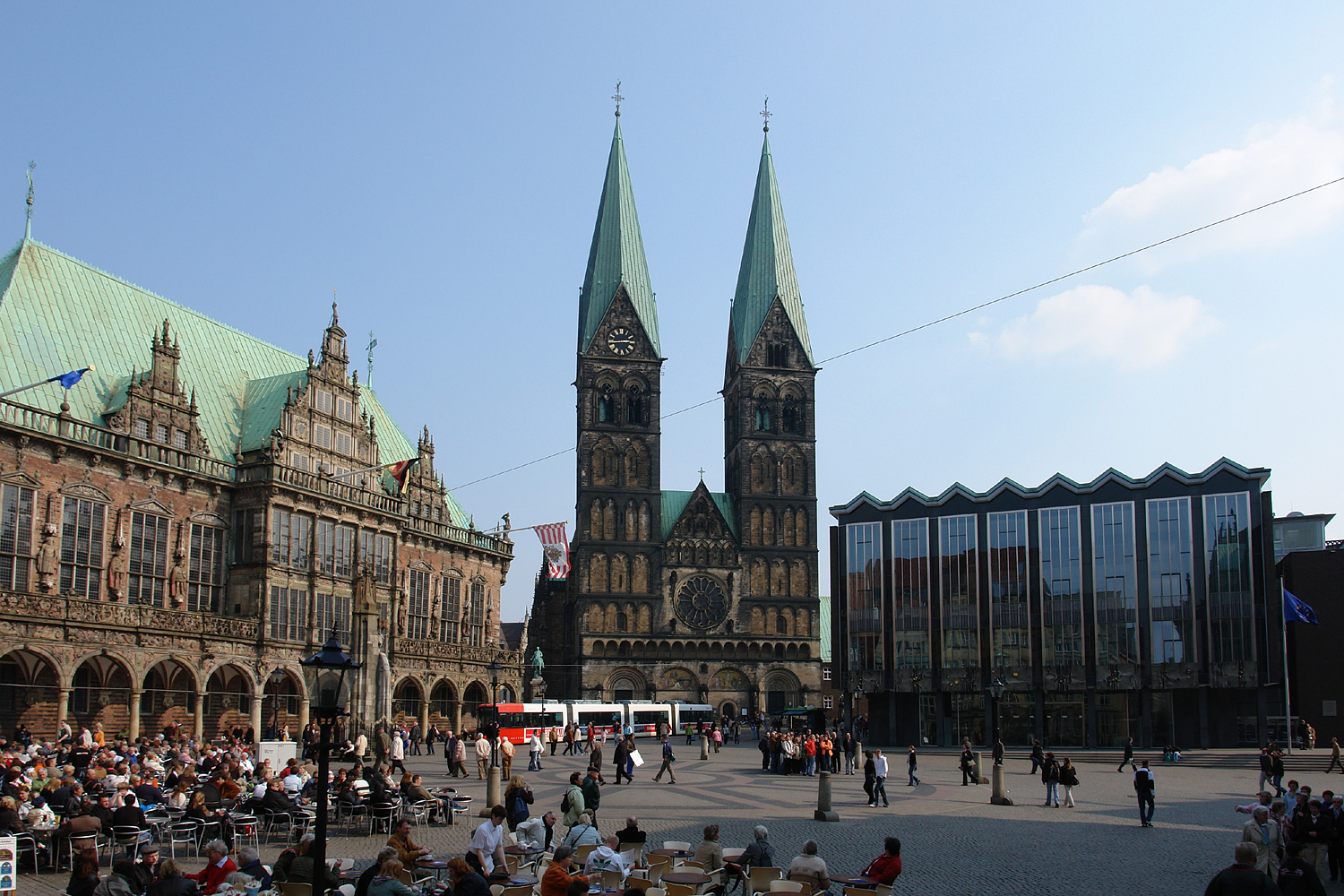
Ville hanséatique de Brême : Hôtel de ville de Brême, cathédrale Saint-Pierre de Brême et Bürgerschaft de Brême.

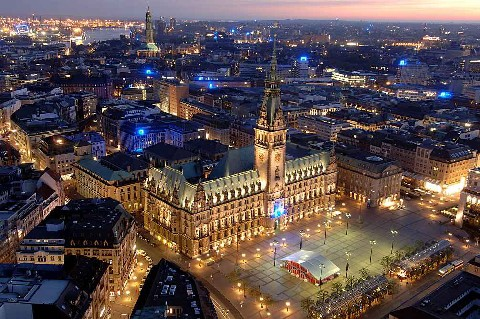
Hôtel de ville de Hambourg.

## Groupements de villes
Tout comme l'appartenance à la Hanse, les relations entre les villes au sein de la Hanse évoluent constamment. Le plus souvent, les villes se regroupent en régions, comme en témoignent les Tiers (Drittel) et les Quarts (Viertel) ou Quartiers du comptoir de Bruges, sous l'autorité d'une ville plus importante.

### Groupements de 1347 à 1494
- Villes de Saxe et Lübeck, dirigées par cette dernière ;
- Villes de Westphalie et de Rhénanie, dirigées par Dortmund puis plus tard Cologne ;
- Villes de Götaland et de Livonie, dirigées par Visby ainsi que plus tard Riga.

### Groupements à partir de 1494
- Ligue des villes wendes dirigée par Lübeck ;
- Villes de Saxe, dirigées par Braunschweig et Magdebourg ;
- Villes de Prusse et de Livonie, dirigées par Dantzig ;
- Villes de Wesphalie, dirigées par Cologne.

Comme Lübeck occupe une position dominante au sein des Villes hanséatiques, les villes wendes qui en dépendent gagnèrent elles aussi en importance, développant notamment une union monétaire (de).
À côté de ces groupements, on peut distinguer aussi des répartitions entre Villes maritimes (Seestädte) et Villes d'arrière-pays (Binnenlandstädte), tout comme d'autres répartitions en fonction du type de négoce pratiqué, mais les données historiques manquent pour les établir, les groupements de villes sont eux-mêmes incertains, car la situation d'une Ville dans une région donnée n'implique pas nécessairement qu'elle soit rattachée au groupement qui y est présent. Une classification de douze Villes de la ligue hanséatique datant probablement du XVe siècle figure dans un verset à réciter :

« Lübeck, un grand magasin ; Cologne, une maison du vin ; Brunswick, un arsenal ; Dantzig, une halle aux grains ; Hambourg, une brasserie ; Magdebourg, une boulangerie ; Rostock, une malterie ; Lunebourg, une maison du sel ; Stettin, une pêcherie ; Halberstadt, une maison close ; Riga, une maison du chanvre et une maison au beurre ; Reval, une maison de la cire et une maison du chanvre ; Cracovie, une maison du cuivre ; Visby, une maison de la poix et du goudron. »

## Usage moderne du nom

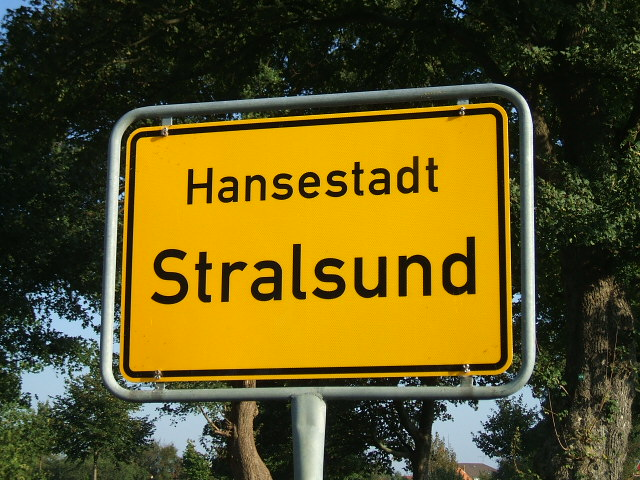
Panneau à l'entrée de Stralsund.

### Lübeck, Brême et Hambourg
De 1669 à 1990, seules les trois villes héritières de la Hanse, Lübeck, Brême et Hambourg, portent officiellement le nom de « Ville hanséatique ». Au début du XIXe siècle, il y est ajouté le titre de « Ville libre » (« Freie Stadt ») qui tire son origine du statut de ville libre d'Empire afin de marquer la souveraineté des trois Cités-États.
Sous le nazisme, la mention « libre » est supprimée, allant de pair avec l'abolition de toute souveraineté au sein du troisième Reich. Avec la création de la République fédérale d'Allemagne, Brême (Ville libre) et Hambourg (Ville libre et hanséatique), reprennent leur nom de Ville hanséatique. Lübeck est devenue, avec la loi du Grand Hambourg de 1937, une ville-arrondissement du Schleswig-Holstein et ne récupère après la guerre que le titre de « Ville Hanséatique » (Arrêt Lübeck, 1956).

### Autres villes depuis la Réunification

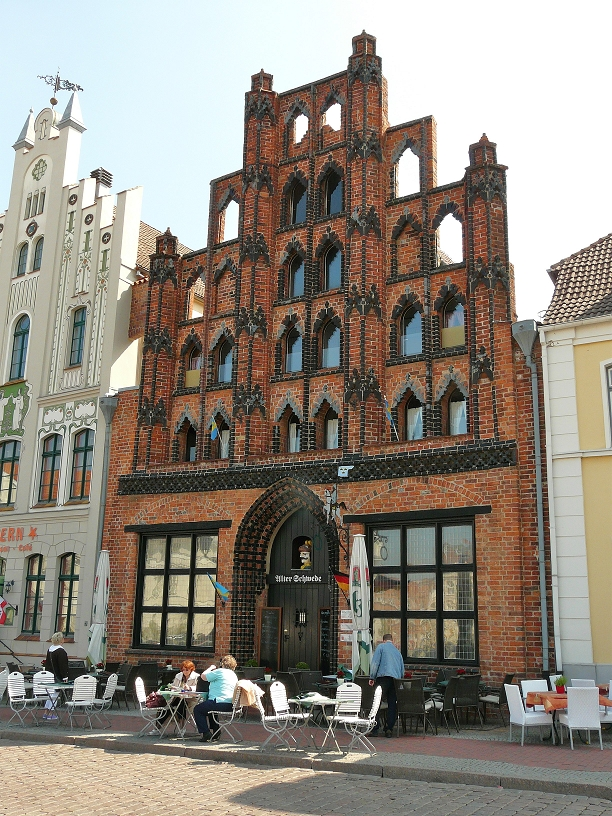
La maison Alter Schwede, dans la ville hanséatique de Wismar.

Après la Réunification, six villes du Land de Mecklembourg-Poméranie-Occidentale reprennent en souvenir de leur rôle historique le nom de « Hansestadt », ainsi que d'autres par la suite.
Liste des ajouts officiels du nom de « Ville Hanséatique » après la Réunification :
| Date              | Ville               | Land                               |
| ----------------- | ------------------- | ---------------------------------- |
| 1990              | Rostock             | Mecklembourg-Poméranie-Occidentale |
| 18 janvier 1990   | Wismar              | Mecklembourg-Poméranie-Occidentale |
| 1990              | Stralsund           | Mecklembourg-Poméranie-Occidentale |
| 1990              | Greifswald          | Mecklembourg-Poméranie-Occidentale |
| 1990              | Anklam              | Mecklembourg-Poméranie-Occidentale |
| 21 janvier 1994   | Demmin              | Mecklembourg-Poméranie-Occidentale |
| 5 octobre 2007    | Lunebourg           | Basse-Saxe                         |
| 28 mai 2008       | Gardelegen          | Saxe-Anhalt                        |
| 1er avril 2008    | Salzwedel           | Saxe-Anhalt                        |
| 1er juin 2008     | Havelberg           | Saxe-Anhalt                        |
| 1er juin 2008     | Osterburg           | Saxe-Anhalt                        |
| 1er juin 2008     | Werben              | Saxe-Anhalt                        |
| 1er novembre 2008 | Seehausen (Altmark) | Saxe-Anhalt                        |
| 29 avril 2009     | Stade               | Basse-Saxe                         |
| 1er janvier 2010  | Stendal             | Saxe-Anhalt                        |
| 19 mars 2012      | Wipperfürth         | Rhénanie-du-Nord-Westphalie        |
| 2012              | Warburg             | Rhénanie-du-Nord-Westphalie        |
| 2012              | Attendorn           | Rhénanie-du-Nord-Westphalie        |
| 18 juin 2013      | Korbach             | Hesse                              |
| 8 juillet 2013    | Herford             | Rhénanie-du-Nord-Westphalie        |
| 28 avril 2014     | Buxtehude           | Basse-Saxe                         |
| 9 janvier 2016    | Uelzen              | Basse-Saxe                         |

Au 9 janvier 2016, 25 villes allemandes ont le titre officiel de Ville hanséatique qui se trouve inscrit dans leurs statuts. Cela ne s'applique pas pour nombre d'autres anciennes villes de la Hanse, indépendamment de leur importance historique.

### Plaque d'immatriculation
La plaque d'immatriculation des véhicules de plusieurs Villes hanséatiques porte l'initiale « H » devant celle du nom de la ville. C'est en 1906 qu'est instauré un système uniforme d'immatriculation des véhicules dans l'Empire Allemand. Les trois Stadtstaaten Brême, Hambourg et Lübeck reçoivent les sigles HB, HH et HL. Après la Réunification, la même immatriculation a été appliquée pour Greifswald (HGW), Rostock (HRO), Stralsund (HST) et Wismar (HWI).

## Liste des villes historiques de la Hanse
La liste suivante, établie d'après les travaux de Philippe Dollinger, comprend les villes où les marchands pouvaient bénéficier de privilèges hanséatiques, parfois pour une courte période. Sur les quelque 200 villes citées, environ 70 menaient une politique conforme à celle de la Hanse. La majorité des villes de la Hanse choisissait de se faire représenter aux Diètes par une ville voisine de plus grande importance.

### Mer du Nord (arrière-pays)
- Brême, ville libre d'Empire, l'une des neuf dernières villes de la Hanse en 1669.
- Buxtehude, principauté archiépiscopale de Brême.
- Groningue, ville libre d'Empire.
- Hambourg, ville libre d'Empire ; le contrat entre Hambourg et Lübeck de 1241 est considéré comme la naissance de la Hanse ; elle est l'une des neuf dernières villes de la Hanse en 1669.
- Stade, principauté archiépiscopale de Brême.

### Baltique, rive ouest de l'Oder
- Anklam, duché de Poméranie.
- Demmin, duché de Poméranie.
- Greifswald, duché de Poméranie.
- Kiel, comté de Holstein, plus tard le duché de Holstein.
- Lübeck, ville libre d'Empire ; le contrat avec Hambourg de 1241 est considéré comme la naissance de la Hanse ; elle est l'une des neuf dernières villes de la Hanse en 1669.
- Rostock, principauté de Rostock, plus tard, le duché de Mecklembourg ; l'une des neuf dernières villes de la Hanse en 1669.
- Stettin, duché de Poméranie.
- Stralsund, principauté de Rügen, plus tard dans le duché de Poméranie.
- Wismar, duché de Mecklembourg.
- Wolgast, duché de Poméranie.

### Poméranie centrale
- Belgard, duché de Poméranie.
- Cammin, duché de Poméranie.
- Dramburg, duché de Poméranie.
- Gollnow, duché de Poméranie.
- Greifenberg, duché de Poméranie.
- Kolberg, duché de Poméranie.
- Köslin, duché de Poméranie.
- Schlawe, duché de Poméranie.
- Stargard, duché de Poméranie.
- Stolp, duché de Poméranie.
- Treptow, duché de Poméranie.
- Wollin, duché de Poméranie.

### Prusse, Silésie et Pologne
- Dantzig, État monastique des chevaliers teutoniques ; depuis 1457 cité de la couronne de Pologne, en tant que telle à partir de 1466 en Prusse royale, à partir de 1569 ville libre de la République des Deux Nations ; l'une des neuf dernières villes de la Hanse en 1669.
- Braunsberg, État monastique des chevaliers teutoniques ; à partir de 1466 Hochstift d'Ermeland avec un statut particulier en Prusse royale, à partir de 1569 en république de Pologne-Lituanie.
- Breslau, Ville-état mais fief du roi de Bohême.
- Elbing, État monastique des chevaliers teutoniques ; à partir de 1457 cité de la couronne de Pologne, après en Prusse royale, en 1569 ville libre de la république de Pologne-Lituanie.
- Königsberg, État monastique des chevaliers teutoniques, après 1525 duché de Prusse.
- Kulm, État monastique des chevaliers teutoniques; après 1466 en Prusse royale, à partir de 1569 en république de Pologne-Lituanie.
- Thorn, État monastique des chevaliers teutoniques ; depuis 1457 cité de la couronne de Pologne, après 1466 en Prusse royale, en 1569 ville libre de la République des Deux Nations.
- Cracovie, Royaume de Pologne.

### Villes de Livonie et de Suède
- Dorpat (aujourd'hui Tartu), de l'évêché de Dorpat, plus tard en principauté de Livonie (république de Pologne-Lituanie), plus tard dans le royaume de Suède.
- Fellin (aujourd'hui Viljandi), État teutonique, plus tard, en principauté de Livonie (république de Pologne-Lituanie), plus tard dans le royaume de Suède.
- Goldingen (aujourd'hui Kuldīga), État teutonique, plus tard duché de Courlande (fief de la république de Pologne-Lituanie).
- Groß Roop (aujourd'hui Straupe), État teutonique, plus tard en principauté de Livonie (république de Pologne-Lituanie), puis dans le royaume de Suède.
- Kokenhusen (aujourd'hui Koknese), archevêché de Riga,  plus tard en principauté de Livonie (république de Pologne-Lituanie), ensuite dans le royaume de Suède.
- Lemsal (aujourd'hui Limbaži), archevêché de Riga,  plus tard en principauté de Livonie (république de Pologne-Lituanie), ensuite dans le royaume de Suède.
- Pernau (aujourd'hui Pärnu), État teutonique, plus tard en principauté de Livonie (république de Pologne-Lituanie), ensuite dans le royaume de Suède.
- Riga, État teutonique, plus tard en principauté de Livonie (république de Pologne-Lituanie), ensuite dans le royaume de Suède.
- Reval (aujourd'hui Tallinn), Estonie (royaume du Danemark), puis État teutonique et royaume de Suède.
- Stockholm, royaume de Suède.
- Visby, Gotland (Royaume de Suède, et de 1409 à 1645-Uni au Danemark).
- Wenden (aujourd'hui Cēsis), État teutonique, plus tard en principauté de Livonie (république de Pologne-Lituanie), ensuite dans le royaume de Suède.
- Windau (aujourd'hui Ventspils), État teutonique, plus tard en principauté de Livonie (république de Pologne-Lituanie), ensuite dans le royaume de Suède.
- Wolmar (aujourd'hui Valmiera), État teutonique, plus tard, la principauté de Livonie (république de Pologne-Lituanie), plus tard, le royaume de Suède.

### Basse-Rhénanie
- Cologne, ville libre d'Empire ; l'une des neuf dernières villes de la Hanse en 1669 ;
- Dinant, Diocèse de Liège ;
- Dinslaken, Duché de Clèves ;
- Duisbourg, Duché de Clèves ;
- Emmerich am Rhein, Duché de Clèves ;
- Grieth, Duché de Clèves ;
- Un cas particulier est la ville de Neuss qui a reçu en 1475 de l'empereur Frédéric III les droits d'une ville Hanséatique autonome ;
- Nimègue, Comté de Gueldre, passe ensuite aux Provinces-Unies ;
- Ruremonde, Haute-Gueldre ;
- Tiel, Comté de Gueldre, passe ensuite aux Provinces-Unies ;
- Venlo, Haute-Gueldre ;
- Wesel, Duché de Clèves ;
- Zaltbommel, Comté de Gueldre, passe ensuite aux Provinces-Unies ;

### IJssel et Zuiderzee
- Arnhem, Comté de Geldern, passe ensuite aux Provinces-Unies ;
- Deventer, Overijssel passe ensuite aux Provinces-Unies ;
- Doesburg, Comté de Geldern, passe ensuite aux Provinces-Unies ;
- Elburg, Comté de Geldern, passe ensuite aux Provinces-Unies ;
- Harderwijk, Comté de Geldern, passe ensuite aux Provinces-Unies ;
- Hasselt, Overijssel, passe ensuite aux Provinces-Unies ;
- Hattem, Comté de Geldern, passe ensuite aux Provinces-Unies ;
- Kampen, Overijssel, passe ensuite aux Provinces-Unies ;
- Oldenzaal, Overijssel - Twente, passe ensuite aux Provinces-Unies ;
- Ommen, Overijssel, passe ensuite aux Provinces-Unies ;
- Stavoren, Frise, passe ensuite aux Provinces-Unies ;
- Zutphen, Comté de Geldern, passe ensuite aux Provinces-Unies ;
- Zwolle, Overijssel, passe ensuite aux Provinces-Unies ;

### Entre Rhin et Weser (villes westphaliennes)
- Capitale du Tiers/Quartier : Dortmund, Freie Reichsstadt
- Quartier : Münster, Diocèse de Münster,
- Quartier : Osnabrück, Diocèse d'Osnabrück ; l'une des neuf dernières villes de la Hanse,
- Quartier : Soest, Duché de Westphalie, ensuite territoire autonome sous l'autorité du Duché de Clèves,
- Ahlen, Diocèse de Münster,
- Allendorf, Comté de La Marck
- Altena, Comté de La Marck,
- Arnsberg, Duché de Westphalie (Électorat de Cologne),
- Attendorn, Duché de Westphalie (Électorat de Cologne),
- Balve, Duché de Westphalie (Électorat de Cologne),
- Beckum, Diocèse de Münster,
- Belecke, Duché de Westphalie (Électorat de Cologne),
- Bielefeld, Grafschaft Ravensberg,
- Billerbeck, Diocèse de Münster,
- Blankenstein, Comté de La Marck,
- Bocholt, Diocèse de Münster,
- Bochum, Comté de La Marck,
- Bödefeld, Duché de Westphalie (Électorat de Cologne),
- Borgentreich,
- Borken, Diocèse de Münster,
- Brakel, Diocèse de Paderborn,
- Breckerfeld, Comté de La Marck
- Brilon, Duché de Westphalie (Électorat de Cologne)
- Coesfeld, Diocèse de Münster,
- Dorsten, Vest Recklinghausen (Électorat de Cologne)
- Dortmund, ville libre hanséatique,
- Drolshagen, Duché de Westphalie (Électorat de Cologne),
- Dülmen, Diocèse de Münster,
- Essen, Abbaye d'Essen,
- Eversberg, Duché de Westphalie (Électorat de Cologne),
- Freienohl, Duché de Westphalie (Électorat de Cologne),
- Friesoythe, Niederstift Münster,
- Fürstenau, Hochstift Osnabrück,
- Geseke, Duché de Westphalie (Électorat de Cologne)
- Grevenstein, Duché de Westphalie (Électorat de Cologne),
- Hachen,
- Hagen, Comté de La Marck,
- Haltern, Diocèse de Münster,
- Hamm, Comté de La Marck,
- Haselünne, Diocèse de Münster,
- Hattingen, Comté de La Marck,
- Herford, Stift Herford,
- Höxter,
- Hirschberg im Sauerland, Duché de Westphalie (Électorat de Cologne),
- Hörde, Comté de La Marck,
- Hüsten, Duché de Westphalie (Électorat de Cologne)
- Iburg, Diocèse d'Osnabrück,
- Iserlohn, Comté de La Marck,
- Kallenhardt, Duché de Westphalie (Électorat de Cologne),
- Kamen, Comté de La Marck,
- Korbach, Principauté de Waldeck,
- Langscheid,
- Lemgo, Comté de Lippe,
- Lennep, Comté de Berg,
- Lippstadt, Seigneurie de Lippe puis Comté de Lippe
- Lüdenscheid, Comté de La Marck,
- Lünen, Comté de La Marck,
- Medebach, Duché de Westphalie (Électorat de Cologne),
- Melle, Diocèse d'Osnabrück,
- Menden (Sauerland), Duché de Westphalie (Électorat de Cologne),
- Meppen, Niederstift Münster,
- Minden, Diocèse de Minden,
- Neuenrade, Comté de La Marck,
- Nieheim,
- Olpe, Duché de Westphalie (Électorat de Cologne),
- Paderborn, Diocèse de Paderborn,
- Peckelsheim,
- Plettenberg, Comté de La Marck,
- Quakenbrück, Hochstift Osnabrück,
- Ratingen, Comté de Berg,
- Recklinghausen, Vest Recklinghausen (Électorat de Cologne),
- Rheine, Diocèse de Münster,
- Rinteln, Comté de Schaumburg,
- Rüthen, Duché de Westphalie (Électorat de Cologne)
- Schmallenberg, Duché de Westphalie (Électorat de Cologne),
- Schüttorf, Comté de Bentheim,
- Schwerte, Comté de La Marck,
- Solingen, Comté de Berg,
- Sundern,
- Telgte, Diocèse de Münster,
- Unna, Comté de La Marck,
- Vörden,
- Vreden, Diocèse de Münster,
- Warburg, Diocèse de Paderborn,
- Warendorf, Diocèse de Münster,
- Warstein, Duché de Westphalie (Électorat de Cologne),
- Wattenscheid, Comté de La Marck,
- Werl, Duché de Westphalie (Électorat de Cologne),
- Werne, Diocèse de Münster,
- Westhofen, Comté de La Marck,
- Wetter (Ruhr), Comté de La Marck,
- Wiedenbrück, Hochstift Osnabrück,
- Wipperfürth, Comté de Berg.

### Marche de Brandenburg
- Berlin-Cölln,
- Brandebourg,
- Francfort-sur-l'Oder,
- Havelberg,
- Kyritz,
- Perleberg ,
- Pritzwalk.

### Entre Oberweser et Saale
- Duderstadt, Électorat de Mayence,
- Erfurt, Électorat de Mayence,
- Göttingen, Principauté de Göttingen,
- Halle, diocèse de Magdebourg,
- Merseburg, Diocèse de Merseburg, puis Duché de Saxe-Mersebourg,
- Mulhouse, ville libre d'Empire,
- Naumburg, Principauté épiscopale de Naumbourg-Zeitz, puis Électorat de Saxe Duché de Saxe-Zeitz,
- Nordhausen, ville libre d'Empire,
- Northeim, Principauté de Brunswick,
- Osterode am Harz, Principauté de Brunswick,
- Uslar, Principauté de Brunswick.

### Entre Weser et Elbe
- Quartier : Brunswick, Duché de Brunswick-Lunebourg ; l'une des neuf dernières villes de la Hanse en 1669,
- Quartier : Magdebourg, Principauté archiépiscopale de Magdebourg
- Alfeld, Principauté épiscopale de Hildesheim,
- Aschersleben, Diocèse de Magdebourg,
- Bockenem, Principauté épiscopale de Hildesheim,
- Einbeck, Principauté de Grubenhagen,
- Gardelegen, Mark Brandenburg, plus tard Principauté de Brandebourg,
- Goslar, ville libre d'Empire
- Göttingen, Braunschweig-Lüneburg[6],
- Gronau, Diocèse de Hildesheim,
- Halberstadt, Diocèse d'Halberstadt, puis Principauté de Brandebourg,
- Hamelin, Principauté de Calenberg,
- Hanovre, Principauté de Calenberg,
- Helmstedt, Principauté de Brunswick,
- Hildesheim, Principauté épiscopale de Hildesheim ; l'une des neuf dernières villes de la Hanse en 1669,
- Lunebourg, Duché De Brunswick-Lunebourg
- Osterburg, Marche de Brandebourg, puis Principauté de Brandebourg,
- Quedlinbourg, Reichsstift Quedlinbourg, puis Principauté de Brandebourg
- Salzwedel, Marche de Brandebourg, puis Principauté de Brandebourg,
- Seehausen, Marche de Brandebourg, puis Principauté de Brandebourg,
- Stendal, Marche de Brandebourg, puis Principauté de Brandebourg,
- Tangermünde, Marche de Brandebourg, puis Principauté de Brandebourg,
- Uelzen, Duché de Brunswick-Lunebourg
- Werben, Marche de Brandebourg, puis Principauté de Brandebourg.

## Villes dans la sphère d'influence de la Hanse

### Comptoirs
- Bergen (quartier de Bryggen), Royaume de Norvège,
- Bruges, Comté de Flandre,
- Londres (Stalhof), Royaume-Uni,
- Messine
- Naples
- Novgorod (Peterhof, Naugarden), Principauté de Novgorod.

### Comptoirs secondaires et bureaux
- Bordeaux, Royaume de France,
- Boston, Royaume-Uni,
- Bourgneuf-en-Retz, Royaume de France
- Bristol, Royaume-Uni,
- Helsingborg, Royaume de Danemark, après 1658 Royaume de Suède,
- Hull, Royaume-Uni,
- Ipswich, Royaume-Uni,
- Kalmar, Suède,
- Kaunas, Grand-Duché de Lituanie,
- King's Lynn, Royaume-Uni,
- Copenhague, Danemark,
- La Rochelle, Royaume de France,
- Lisbonne, Royaume de Portugal,
- Lödöse (Göteborg), Royaume de Suède,
- Malmö, Royaume de Danemark, après 1658 Royaume de Suède,
- Nantes, Royaume De France
- Narwa,
- Norwich, Royaume-Uni,
- Nyköping, Suède,
- Oslo, Norvège,
- Pleskau, République de Pskov, à partir de 1510 grand-duché de Moscou,
- Polotsk,
- Porto, Royaume de Portugal,
- Ribe, Danemark,
- Smolensk,
- Tönsberg, Royaume De Norvège,
- Turku, Royaume De Suède,
- Venise, République de Venise,
- Vilna (aujourd'hui Vilnius),
- Vitebsk, grand-duché de Kiev, à partir de 1320 grand-duché de Lituanie,
- Yarmouth, Royaume-Uni,
- York, Royaume-Uni.

## Sources
- (de) Philippe Dollinger : Die Hanse, 6. Auflage, Kröner Stuttgart 2012,  (ISBN 978-3-520-37106-5)
- (de) Rolf Hammel-Kiesow : Die Hanse, 4. aktualisierte Auflage, Beck, München 2008,  (ISBN 978-3-406-58352-0)